# Bistritsa (distrikt i Bulgarien, Kjustendil, Obsjtina Dupnitsa)
Bistritsa (bulgariska: Бистрица) är ett distrikt i Bulgarien.   Det ligger i kommunen Obsjtina Dupnitsa och regionen Kjustendil, i den västra delen av landet, 50 kilometer söder om huvudstaden Sofia.
Trakten runt Bistritsa består i huvudsak av gräsmarker. Runt Bistritsa är det glesbefolkat, med 10 invånare per kvadratkilometer.